# Chloroclystis sphragitis
Chloroclystis sphragitis är en fjärilsart som beskrevs av Edward Meyrick 1887. Chloroclystis sphragitis ingår i släktet Chloroclystis och familjen mätare. Inga underarter finns listade i Catalogue of Life.